# Allan Abenius
Allan Abenius, född den 27 juli 1868 i Stockholm, död där den 28 februari 1953, var en svensk affärsman. 

## Biografi
Allan Abenius var officer vid Svea artilleriregemente och blev underlöjtnant 1887 och löjtnant 1893, i regementets reserv 1899 samt kapten i armén 1906. 
År 1907 grundade Abenius Fastighets AB Lidingö-Brevik. Året före hade han köpt in hela Breviks gård, Käppala, Katrinelund och Gåshaga gård. Han hade gjort goda affärer inom den norrländska skogsindustrin och bl. a. haft ett gott samarbete med familjen Wallenberg. Han ingick också i ett konsortium av riskkapitalister som inköpte Wifstavarfs AB med ett sågverk utanför Sundsvall. 1908 presenterade bolaget sin första styckningsplan för Lidingö-Brevik Villastad. Man startade därefter en omfattande exploatering av hela området, med målsättningen att förvandla den gamla lantbruksbygden till ett modernt villasamhälle. 
Abenius var ledamot i styrelsen för Stockholms Enskilda Bank 1908-1910. Etnografiska museet i Stockholm har i sina samlingar 955 bruksföremål från Marocko, förvärvade 1907 från Abenius, bl.a. smycken, krut- och bläckhorn, verktyg av olika slag, krukor, skor, tamburiner, ljusstakar och oljelampor. Föremålen insamlades 1906 av major Arvid Wester (1861–1910) på uppdrag av Riksmuseets etnografiska avdelning. I den permanenta utställningen "Magasinet - En etnografisk skattkammare" ingår 20 av dessa föremål.  

### Abeniuska Villan

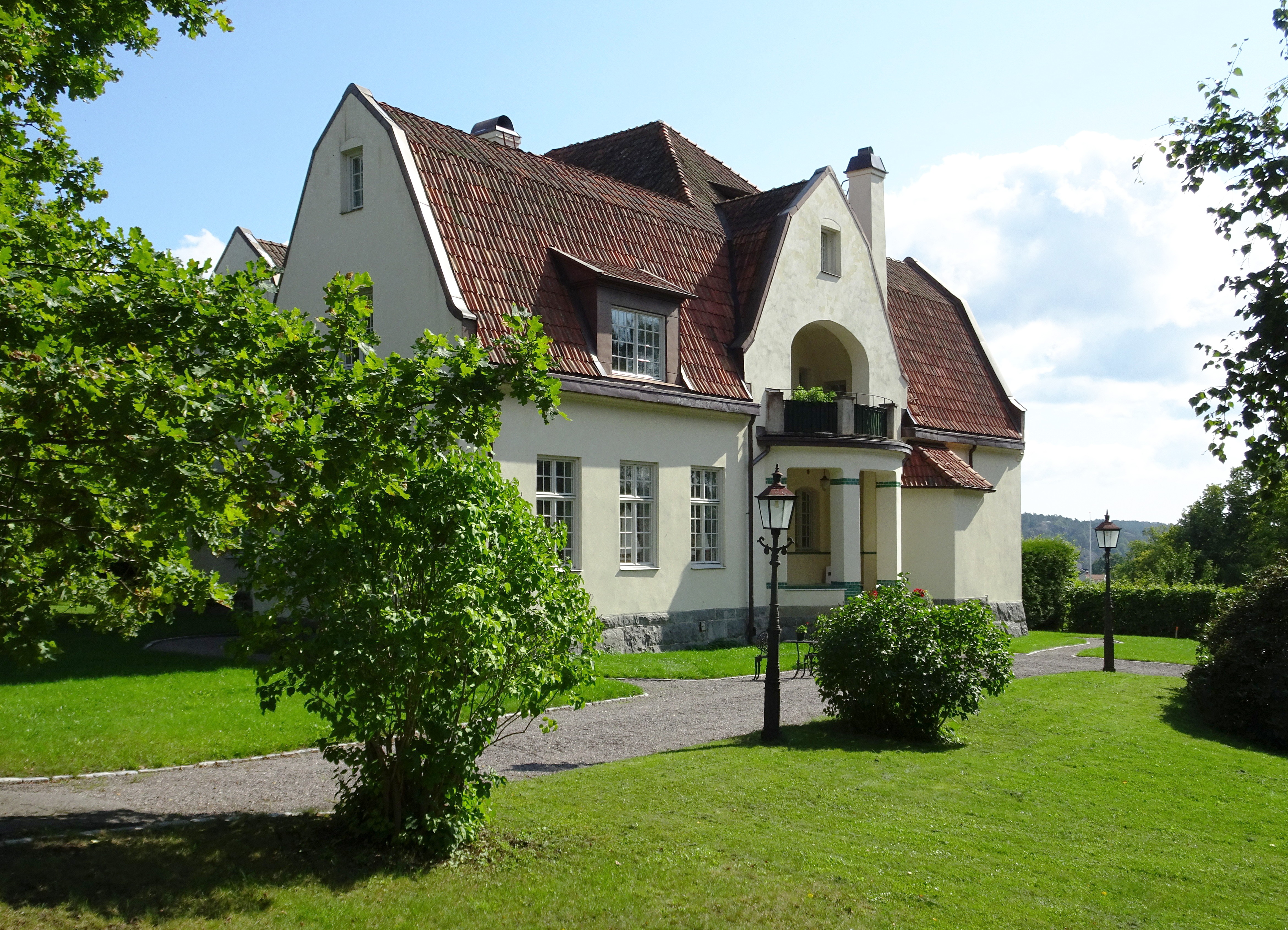
Abeniuska villan, augusti 2021.

År 1910 flyttade Abenius in i en nybyggd, praktfull, barockinspirerad jugendvilla på 450 kvm och 14 rum på Östra Allén 6, där den fortfarande står. Villan placerades på en höjd med en vid utsikt över Breviksängarna och stora segelleden, Lilla Värtan och Halvkakssundet. Byggnaden ritades av arkitekterna Ferdinand Boberg och Bror Almquist på uppdrag av Abenius. Bygget skedde innan Lidingöbanan förlängdes till Brevik 1914, därför fick allt byggmaterial fraktas ut på annat sätt, huvudsakligen sjövägen. Väggarna byggdes upp i tegel, som man tror hämtades från Abenius tegelbruk i Södertälje-trakten. På flera ställen placerades indragna balkonger. Källaren utfördes i huggen sten och taket belades med tvåkupiga lertegelpannor. I villans trädgård växte sällsynta trädslag som silvergran, svarttall och blodlönn, men även svenska lövträd som ek, poppel, pil, hägg och glasbjörk.

## Familj
Allan Abenius var son till majoren Carl Johan Abenius (1838–1910) och Augusta Elliot (1834–1923). Han var vidare bror till författarhustrun Märta Söderberg, Hjalmar Söderbergs första hustru. Han gifte sig med Anna Fernström (1871–1955) och de fick fyra barn, Clarence Allan (1897–1970), Olof Allan (1898–1982), Alice Anna (1899–1989) och Elsa Lilly Julia Maria (1903–1995).